# 선샤인 코스트 FC
선샤인 코스트 풋볼 클럽(Sunshine Coast Football Club)은 퀸즐랜드 선샤인코스트를 연고지로 하는 호주의 세미프로 축구단이다. "The Fire"라는 별칭을 가진 이 클럽은 현재 호주 축구의 3부 리그인 Football Queensland Premier League에 소속되어 있다.

## 선수 명단

### 역대
- 공오균(2009)